# Горный велосипед

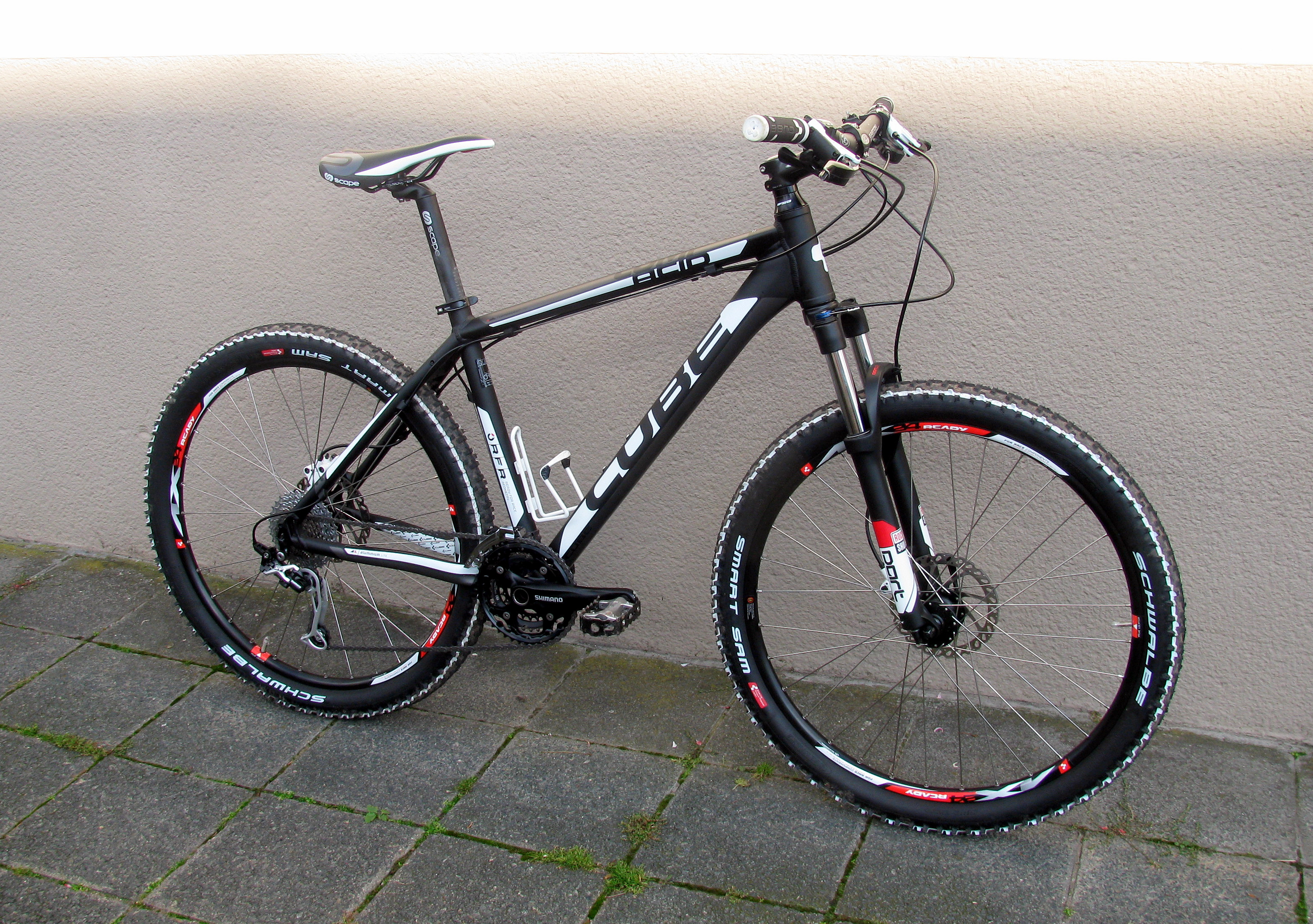
Горный велосипед — хардтейл для кросс-кантри

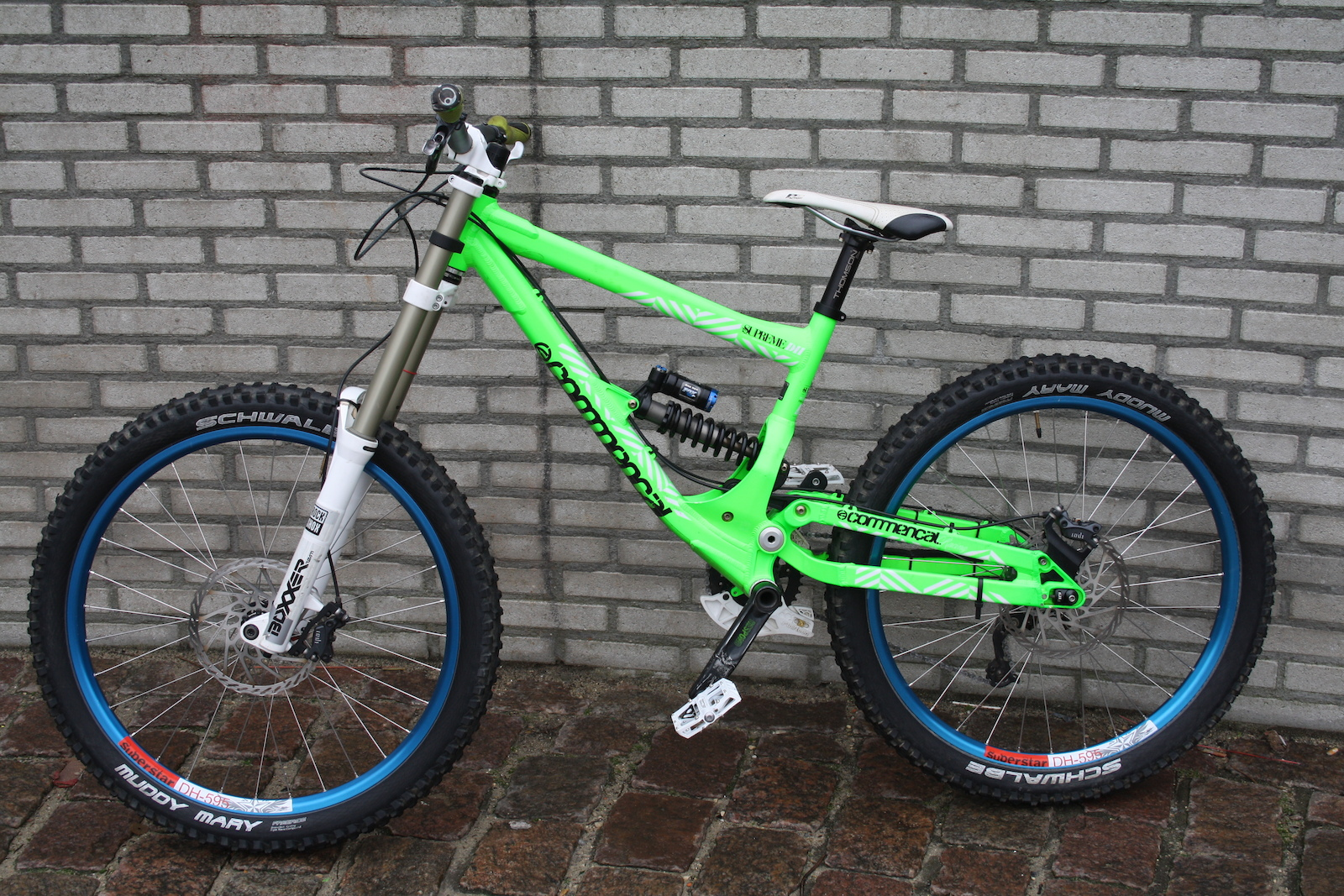
Горный велосипед типа двухподвес

Го́рный велосипе́д (англ. mountain bike, сокращённо MTB) — велосипед, предназначенный для катания вне дорог (хотя и не исключает обратного), и вследствие этого, имеющий особую конструкцию, отличную от шоссейного, трекового и дорожного (городского) велосипедов. Также «горный велосипед» — совокупное название спортивных дисциплин, связанных с использованием горного велосипеда.
Считается, что первый горный велосипед, который был оснащён многоуровневой рамой и передней подвеской, а также широкими покрышками, появился в 1930-х годах. Изобрёл его Игнац Швинн, инженер из Германии. В 1990 году горные велосипеды были признаны Международным союзом велосипедистов (UCI) и были выделены в отдельную спортивную дисциплину.
Характерные признаки горного велосипеда: упрочнённая трапециевидная рама, мягкая амортизационная вилка, наличие задней подвески (в некоторых дисциплинах), поднятая каретка для увеличения дорожного просвета в уровень со втулками (на хардтейлах с диаметром колёс 26"), толстые покрышки с выпуклым, зацепистым протектором, прочные колёса. При этом цепная передача оборудована переключателем скоростей, обеспечивающим даже пониженную передачу, что облегчает подъём. Руль вынесен вперёд относительно рулевой стойки на 30—120 мм, в зависимости от дисциплины.
Масса горного велосипеда составляет от 6 кг (велосипед для кросс-кантри) до 19-25 кг (велосипед для даунхилла или фрирайда), в зависимости от дисциплины и навесного оборудования.
Устаревшие ободные тормоза в настоящее время практически полностью заменили дисковые: механические (с передачей усилия через трос) или гидравлические (с гидролинией, заполненной тормозной жидкостью). Долгое время для горного велосипеда было два стандарта колеса: 24 и 26 дюймов. В 2010—2014 годы появилось ещё два новых стандарта 650B (27,5 дюймов) и 29 дюймов (так называемый «найнеры»).
Цена заводского велосипеда колеблется от 17-20 тысяч руб. (начальный уровень) до 150—900 тысяч руб. и более (уровень спортсмена-профессионала).
Выпускаются специализированные велосипеды для разных видов езды:
- велотриала (преодоления естественных или искусственных препятствий);
- дёрта/слоупстайла (прыжков по сериям трамплинов с выполнением трюков; трассы могут довольно сильно отличаться по формату, но имеют довольно стандартизированные элементы);
- кросс-кантри (скоростной езды по пересечённой местности);
- байкер-кросса (одновременного спуска нескольких гонщиков с возможностью контактной борьбы);
- скоростного спуска (даунхилла);
- фрирайда;
- all mountain;
- и другие

Различаются данные категории велосипедов прежде всего разными требованиями к технике. Для кросс-кантри, например, одно из главных требований — низкий вес, в то время как в скоростном спуске принципиальную роль играет удобство управления, сцепление покрышек с землёй и качество амортизации.
Каждый тип горного велосипеда обладает определёнными техническими характеристиками и конструкционными особенностями: геометрией рамы, ходом амортизатора/ов, размерами колёс, материалом и конструкцией рамы, количеством передач.
В электрических горных велосипедах (e-MTB) используются кареточные электромоторы таких производителей, как Bosch, Shimano, Brose, Specialized, Giant, FLYON, Dyname.